# 城市会堂

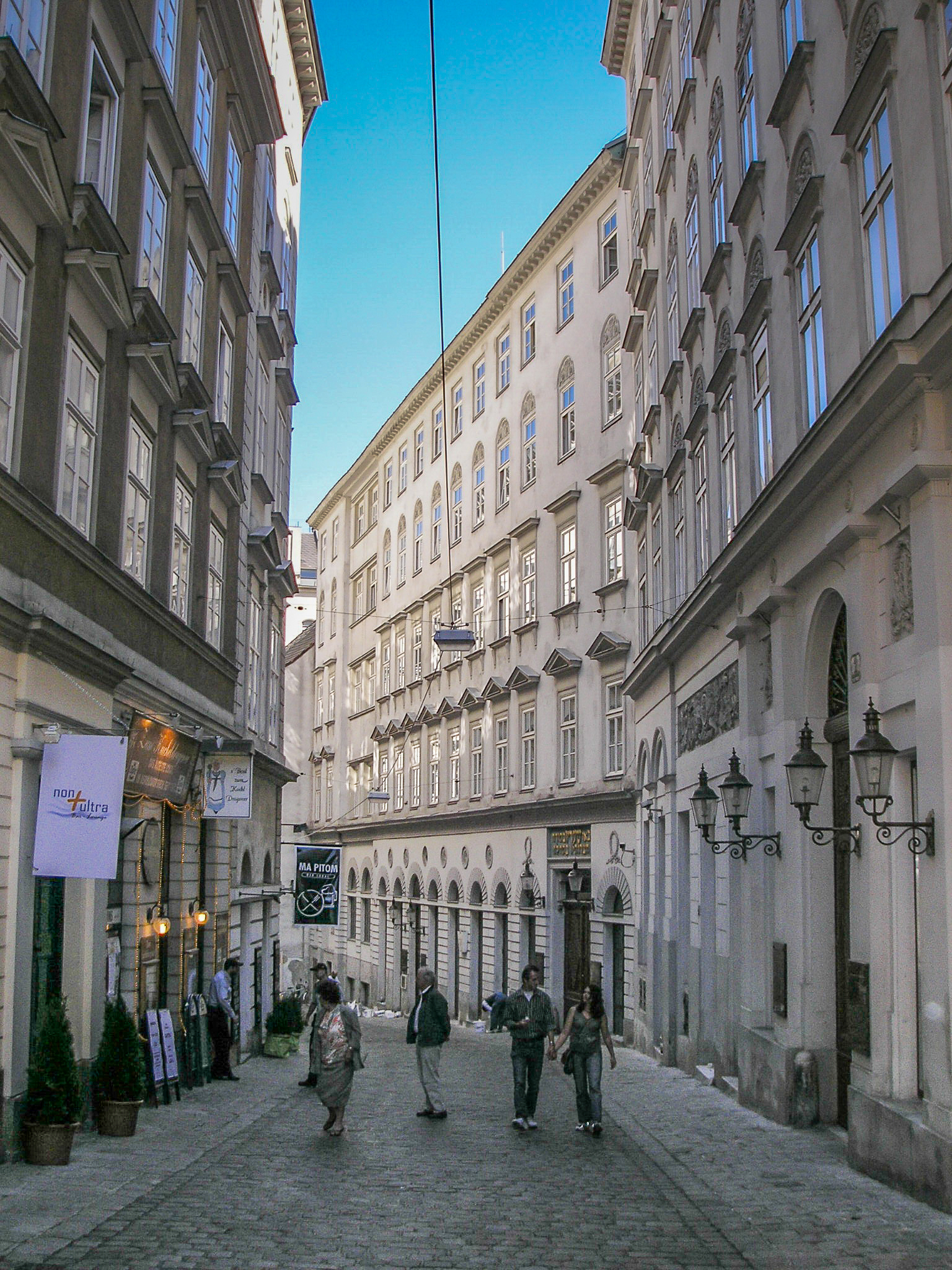
城市会堂

城市会堂（德语：Stadttempel）是奥地利首都维也纳主要的犹太会堂，位于维也纳内城区 Seitenstettengasse 4号。
这座犹太会堂兴建于1825到1826年，为优雅的彼德麦式。豪华的城市会堂与周边住宅融为一体，谦恭地隐藏在街道后面。这是由于约瑟夫二世皇帝发布的一项法令，规定只有天主教的礼拜场所允许设置直接临街的入口。这种情况实际上使这所犹太会堂免于在1938年11月的“水晶之夜”彻底被毁，因为纳粹担心整个街区都会被烧毁。维也纳其他93个犹太会堂和祈祷室都遭到严重破坏或摧毁。 
在1981年维也纳犹太会堂袭击中，两个人被杀害，30人受伤，巴勒斯坦阿拉伯人恐怖分子使用机关枪和手榴弹袭击了这座犹太会堂。 
今天，这里是维也纳7000名犹太人主要的犹太会堂。
1949年8月，西奥多赫茨尔及其父母的灵柩在移葬以色列之前，曾陈列在这座犹太教堂。

## 著名成员
- 西蒙·维森塔尔